# Matt Robinson
Matt Robinson, född 12 maj 1976 i Reading, England, är en brittisk skådespelare. Han gjorde sin första roll i en TV-serie som Slade i säsong 5 av den nyzeeländska kultserien The Tribe.[källa behövs]